# Marcali Városi Gyógyfürdő és Szabadidőközpont
A Marcali Városi Fürdő és Szabadidőközpont fürdőkomplexum Marcali városában, a város első számú turistákat vonzó ereje.
A Marcali Városi Fürdő és Szabadidőközpontot 2003-ban adták át, 2009-ben épült meg a fedett része. A Balaton déli partjától 12 km-re található.
Minősített gyógyvizének gyógyító hatása: nőgyógyászati megbetegedések, reumatikus, térd-, csípő-, gerinc ízületi bántalmak és idegrendszeri panaszok enyhítésére alkalmas.
A fürdőt 2022 novemberében hivatalosan is jogosult a gyógyfürdő cím viselésére és a jövőben gyógyászati kezeléseket végeznek a fürdő területén.
6 szabadtéri és 5 a fedett részen kialakított medencével rendelkezik. A strand területén kialakítottak strandkézilabda-, strandfoci-, strandröplabda-, kosárlabda, valamint a teniszpályákat. A kisgyermekek számára 18 elemből álló játszótér áll rendelkezésre.